# Криволінійна трапеція

Рис.1 Криволінійна трапеція

Криволінійна трапеція — фігура на площині, обмежена графіком невід'ємної неперервної функції {\displaystyle y=f(x)}, визначеною на відрізку [a; b], віссю абсциса і прямими {\displaystyle x=a} та {\displaystyle x=b}.

Процес знаходження площі криволінійної трапеції (анімація, натисніть, щоб відтворити)

Для знаходження площі криволінійної трапеції користуються визначеним інтегралом:
{\displaystyle \int \limits _{a}^{b}f(x)\,dx}
Або границею функції:
{\displaystyle \lim _{n\to \infty }\sum \limits _{i=1}^{n}f(x_{i})\,dx}
Це означає, що площу криволінійної трапеції можна знайти через суму значень функції {\displaystyle y=f(x)} взяті через нескінченно малі проміжки осі Ох на відрізку від {\displaystyle a} до {\displaystyle b}
Можна сказати, що ми поділили криволінійну трапецію на нескінченне число прямокутників, довжина кожного з яких дорівнює ординаті функції {\displaystyle ~f\left(x\right)} через нескінченно малі проміжки по осі Ох, а ширина — нескінченно малому значенню х, знайшли їхні площі добутком довжини на ширину і ці площі додали. Границя суми їхніх площ дорівнює площі криволінійної трапеції.